# Pila de Bunsen

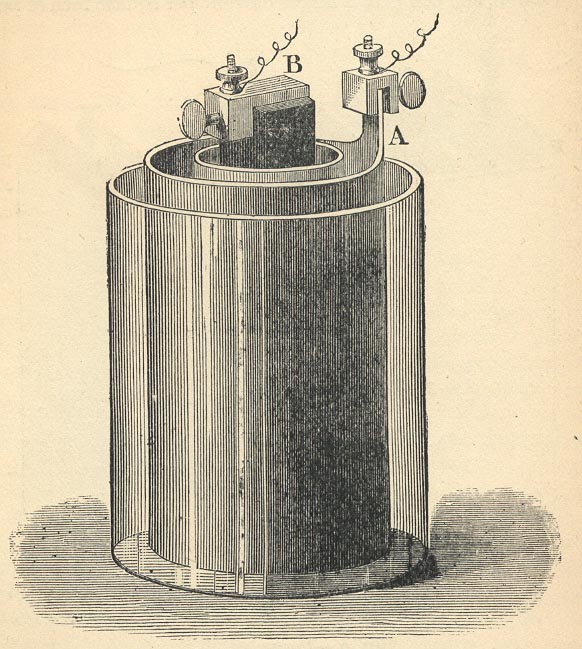
Pila o cel·la electroquímica de Bunsen.

La pila de Bunsen o cel·la de Bunsen és una de cel·la electroquímica primària de zinc-carboni composta per un ànode de zinc exterior, que conté una dissolució diluïda d'àcid sulfúric, separat del càtode de carboni mitjançant un recipient porós que conté, al seu torn, àcid nítric o àcid cròmic que banya el càtode en ell summergit.

## Detalls de la cel·la de Bunsen
El voltatge de la cel·la de Bunsen és d'1,9 volts i sorgeix de la següent reacció:
Zn+H  2  SO  4 +2HNO  3  → ZnSO  4 +2 H  2  O+2 NO  2  ↑
Aquesta cel·la rep el nom del seu inventor, el químic alemany Robert Wilhelm Bunsen, que va introduir millores en la cel·la Grove, substituint el càtode de platí de la pila de Grove pel carboni en forma de carbó polvoritzat i coc. Igual que la pila de Grove, la de Bunsen emet fums nocius de diòxid de nitrogen.
Bunsen va utilitzar aquesta pila per extreure metalls per descomposició de les seves sals mitjançant electròlisi, fet que li va permetre aïllar, per primera vegada, el magnesi metàl·lic.
Henri Moissan va utilitzar una pila de 90 cel·les per fer l'electròlisi del fluorur d'hidrogen per obtenir, per primera vegada, l'element fluor.

## Química
L'elèctrode de zinc actua com ànode i pateix una oxidació. L'àcid nítric actua com càtode i pateix una reducció, segons els següents processos, que en conjunt formen una reacció redox:
- Ànode - oxidació del zinc: {\displaystyle {\mbox{Zn}}\leftrightarrow {\mbox{Zn}}^{2+}+2e^{-}\quad \epsilon ^{o}=-0,76V}

- Càtode - reducció: {\displaystyle NO_{3}^{-}+{4H}^{+}+3e^{-}\leftrightarrow {\mbox{NO}}+{2H}_{2}{O}\quad \epsilon ^{o}=0,96V}

- Equació global: {\displaystyle {\mbox{3Zn}}+{\mbox{8H}}^{+}+{\mbox{2NO}}_{3}^{-}\leftrightarrow {\mbox{3Zn}}^{2+}+{2NO}+{4H}_{2}{O}\quad \epsilon ^{o}=1,72V}